# 八上郡 (鳥取縣)
八上郡（日语：／ Yakami gun */?）是過去屬於因幡國的郡。已於1896年3月29日與八東郡、智頭郡合併為八頭郡。

## 歷史
根據『和名抄』，八上郡過去最初下轄若櫻、丹比、刑部、亘理、日部、私部、土師、大江、散岐、佐井、石田、曳田等12鄉，為因幡國內規模最大的郡。在平安時代末期，位於轄內東部的私部、刑部、亘理、日部、丹比、若櫻6個鄉被分出設置為八東郡。

### 年表
- 1889年10月1日：實施町村制，此時八上郡下轄：賀茂村、國中村、船岡村、伊井田村、大江村、國英村、久長村、佐貫村、宇戶村、曳田村、五總村、明治村、三保村。（13村）
- 1893年12月1日：久長村和三保村合併為河原村。（12村）
- 1896年3月29日：與八東郡、智頭郡合併為八頭郡。